# 大封裔
大封裔（韓語：대봉예，9世纪—10世纪），渤海国宗室大臣。大氏。第十四世渤海王大瑋瑎之子。
896年，大瑋瑎派儿子大封裔到唐朝進貢，当时，新羅真聖女王派使節也到長安進貢。当时，唐朝地方上的藩镇互相兼并，不听唐朝中央政府的号令。但唐朝在国际形式上仍是一个大国。新罗渤海两国發生爭夺進貢席次事件，唐昭宗裁定新罗居上，大封裔居次。新罗学者崔致远于是作《谢不许北国居上表》。906年大瑋瑎去世後，大諲譔即位，史书没有记载大諲譔是不是大瑋瑎的儿子。